# Mara Rosa
Mara Rosa är en kommun i Brasilien.   Den ligger i delstaten Goiás, i den centrala delen av landet, 250 km nordväst om huvudstaden Brasília. Antalet invånare är 10 659.
Omgivningarna runt Mara Rosa är huvudsakligen savann. Runt Mara Rosa är det mycket glesbefolkat, med 6 invånare per kvadratkilometer.